# Mouhcine Lahsaini
Mouhssine Lahsaini (23 de agosto de 1985) es un ciclista marroquí.

## Palmarés
| 2006 (como amateur) - 1 etapa de la Vuelta a Marruecos - 1 etapa del Tour du Faso 2007 (como amateur) - 1 etapa del Tour du Faso - 3.º en el Campeonato de Marruecos en Ruta 2009 (como amateur) - 2 etapas del Tour de Ruanda - 1 etapa del Tour du Faso - 3.º en el Campeonato de Marruecos en Ruta 2010 (como amateur) - Campeonato de Marruecos Contrarreloj - H. H. Vice President Cup - Tour de Malí - Challenges de la Marche verte - GP Sakia El Hamra 2011 (como amateur) - Campeonato de Marruecos Contrarreloj - Vuelta a Marruecos, más 1 etapa 2012 (como amateur) - Campeonato de Marruecos Contrarreloj - Les Challenges Phosphatiers-Challenge Youssoufia | 2014 (como amateur) - Les challenges Marche Verte-G. P. Oued Eddahab - Critérium Internacional de Setif - Challenge du Prince-Trophée de l'Anniversaire - 2.º en el Campeonato de Marruecos Contrarreloj - 2.º del UCI Africa Tour 2015 - 3.º en el Campeonato de Marruecos en Ruta - 2.º en el Campeonato de Marruecos Contrarreloj - Tour de la Reconciliación de Costa de Marfil, más 1 etapa - Gran Premio de Chantal Biya - Tour de Faso - Les Challenges Phosphatiers-GP de Khouribga 2016 - Campeonato Africano Contrarreloj - Challenge du Prince-Trophée de la Maison Royale - 2.º en el Campeonato de Marruecos Contrarreloj - 2.º en el Campeonato de Marruecos en Ruta 2017 - Campeonato de Marruecos Contrarreloj |